# Israelische Badmintonmeisterschaft 2021
Die Israelische Badmintonmeisterschaft 2021 fand vom 4. bis zum 5. Juni 2021 im Kibbuz Hatzor statt.

## Medaillengewinner
| Disziplin    | Gold                           | Silber                             | Bronze                        |
| ------------ | ------------------------------ | ---------------------------------- | ----------------------------- |
| Herreneinzel | Misha Zilberman                | May Bar Netzer                     | Maxim Grinblat                |
| Herreneinzel | Misha Zilberman                | May Bar Netzer                     | Eyal Hochman                  |
| Dameneinzel  | Ksenia Polikarpova             | Dana Danilenko                     | Nastia Bantish                |
| Dameneinzel  | Ksenia Polikarpova             | Dana Danilenko                     | Heli Neiman                   |
| Herrendoppel | Ariel Shainski Misha Zilberman | May Bar Netzer Maxim Grinblat      | Alexander Bass Lior Kroitor   |
| Herrendoppel | Ariel Shainski Misha Zilberman | May Bar Netzer Maxim Grinblat      | Ofir Belenky Shoni Shvartsman |
| Damendoppel  | Dana Kugel Heli Neiman         | Alina Bergelson Ksenia Polikarpova | Nastia Bantish Yuval Pugach   |
| Damendoppel  | Dana Kugel Heli Neiman         | Alina Bergelson Ksenia Polikarpova | Zohar Amoyal Adi Zurabovich   |
| Mixed        | Maxim Grinblat Dana Danilenko  | Ariel Shainski Yuval Pugach        | Gal Hiram Dana Kugel          |
| Mixed        | Maxim Grinblat Dana Danilenko  | Ariel Shainski Yuval Pugach        | Amir Moses Linoy Tamaev       |